# تيفو
تيرنر إليس تيني (بالإنجليزية: Turner Ellis Tenney)‏ المعروف باسمه المستعار على الإنترنت (تيفو)، هو ستريمر أمريكي على تويتش ولاعب محترف وأحد مشاهير الإنترنت.

## حياته
ولد في 2 يناير 1998 في انديان روكس بيتش، فلوريدا. كان يتلقى تعليمه في المنزل ولديه ثلاثة أشقاء.
شقيقه الأكبر جاك، هو أيضًا المعروف باسم (JOOGSQUAD PPJ)، نشر مقطعًا عن التزلج على الجليد مع تيرنر على قناته على يوتيوب في أكتوبر 2010، حينها كان عمر تيرنر 12 عامًا فقط.

## مسيرته
قبل صعوده إلى الشهرة، كان معروفًا على تويتش في لعبه ديستني، وكلاعب محترف ببجي وكان في كلان (دانيال إي سبورت)، انتقل إلى لعبة فورتنايت أنفجرت شعبيته بسرعة، انضم لاحقًا إلى (فيز كلان) وهيو فريق رياضة العاب أحترافي في 30 أبريل 2018. عد انضمامه إلى (فيز كلان) كان يتنافس في سلسلة من البطولات الأسبوعية بعنوان «فرايدي فورتنايت» مع شريكه المحترف دينيس ليبور، فاز بأربع بطولات خلال أسبوعين على التوالي، مع هذه الانتصارات تم وضعه في دائرة الضوء وحصل على عدد هائل من المتابعين، حيث جمع مليون مشترك على يوتيوب في شهر واحد فقط.

## العمل الخيري
بعد أن فاز تيني ببطولة «فرايدي فورتنايت» في 8 يونيو 2018، قام بتغريد أنه تبرع بمبلغ 5,000 دولار من أموال الجائزة لـ مستشفى سانت جود لبحوث الأطفال.

## الخلافات
تم حظر تيرنر في مايو 2018 من تويتش لمدة 30 يومًا بعد أن قال أنه شتم بطريقة عنصرية على الهواء مباشرة، رفعت تويتش الحظر بعد المراجعة قالت أنه لم يشتم بطريقة عنصرية.
في يوليو 2018، تلقى حظرًا دائمًا على حسابات إيبك غيمز سبب حظر حسابه كان بيع وشراء حسابات إيبك غيمز، وهو أمر محظور بشدة بموجب أحكام وشروطها، وبعد أسبوعين حظر من تويتش مرة أخرى هذه المرة لمدة 14 يومًا، سبب الحظر غير معروف ولكن هناك العديد من التكهنات.
في 20 مايو 2019، رفع دعوى قضائية ضد (فيز كلان) ادعى أنه «أجبر على العيش في أحد منازلهم في لوس أنجلوس، وأجبرعلى تناول المشروبات الكحولية دون السن القانونية والقمار بشكل غير قانوني وأخذ أمواله التي يجنيها من تويتش ويوتيوب». رد (فيز كلان) على تويتر قائلاً: إنهم لم يأخذوا أي أموال من ربحه الخاص، وإيرادات تويتش ويوتيوب ووسائل التواصل الاجتماعي الخاصة كلها تذهب اليه، وعرضوا على تيرنر «عقدًا محسنًا عدة مرات، مع 100٪ من الأموال تذهب إليه، لكنه رفض وتجاهلها جميعًا».
في 1 أغسطس 2019، رفعت (فيز كلان) دعوى قضائية فيدرالية في نيويورك على تيرنر، مدعياً أنه انتهك عقده بتخليها عن الفريق ومحاولة تشكيل فريق رياضة إلكترونية منافسة لهم، وتدعي أيضًا أن تيرنر سرب معلومات سرية مباشرة حول عقده للأعلام، منتهكًا شروط العقد.